# سعاد جوزيف
سعاد جوزيف (بالإنجليزية: Suad Joseph) أستاذ الأنثروبولوجيا ودراسات المرأة بجامعة كاليفورنيا، ديفيس. ولدت في السادس من سبتمبر عام 1943، وحصلت على الدكتوراة من جامعة كولومبيا عام 1975، وهي الرئيسة الحالية لجمعية دراسات الشرق الأوسط في أمريكا الشمالية. وتتناول أبحاثها قضايا الجنسين والعائلات والأطفال والشباب وعلم اجتماع العائلة والأنانية والمواطنة ووضع الشرق الأوسط خاصة لبنان. ومبكراً ركزت عملها على موضوع تسييس الدين في لبنان. وهي مؤسسة مجموعة الشرق الأوسط لأبحاث الأنثروبولوجيا (حالياً: قسم الشرق الأوسط بجمعية الأنثروبولوجيا الأمريكية)، ومؤسسة ومنسقة جمعية بحث العلاقات الأسرية في العالم العربي وجمعية الشرق الأوسط للدراسات النسائية ومحررة «موسوعة المرأة والثقافة الإسلامية»،ومؤسسة برنامج دراسات الشرق الأوسط وجنوب آسيا بجامعة كاليفورنيا. كما أنها مؤسسة ووسيطة الجامعة الأميركية في بيروت والجامعة الأمريكية بالقاهرة والجامعة اللبنانية الأمريكية واتحاد جامعة بيرزيت.

## حياتها المبكرة
ولدت في لبنان وكانت الأخت الصغرى لسبعة إخوة، أربعة ذكورة وأختين. وكان والداها من العمال غير المهرة؛ فوالدتها روزا جوزيف حداد لم تكن تعرف القراءة والكتابة لكنهم غرسوا في أبنائهم قيمة التعليم وأهمية وضعه في مقدمة الأولويات. كما كانا من المحافظين؛ ولم يكونا ليسمحا للفتيات بمغادرة المنزل للتعليم. ولولا وجود جامعة نيويورك، كورتلاند في المدينة التي ترعرعت؛ لم تكن لتحصل على التعليم الجامعي، على حد قولها. وعلى الرغم من ذلك، ذهبت لإكمال الدراسات العليا ودراسة الأنثروبولوجيا في جامعة بيتسبرغ، ثم جامعة كولومبيا، حيث حصلت على الدكتوراة في الأنثروبولوجيا.

## جمعية بحث العلاقات الأسرية في العالم العربي
أسست جوزيف جمعية بحث العلاقات الأسرية في العالم العربي عام 2001. وهي جمعية عالمية تتألف من 16 عالماً، يتركز جهودها على العائلات والشباب في فلسطين ولبنان ومصر والمناطق المحيطة. وإلى جانب الأعمال البحثية، تقوم الجمعية ببناء الطاقات لإعداد جيل جديد من العلماء في الدول المذكورة سابقاً. وتعمل مع المنظمات غير الحكومية وأصحاب المصالح لتبادل نتائج البحوث وتحويلها إلى مذكرات لسياسات وأوراق للمنظمات غير الحكومية وصانعي السياسات. كما أنهم يعملون على ترجمة أعمالهم إلى العربية لتعود بالنفع على الجمهور.

## موسوعة المرأة والثقافة الإسلامية
سعاد جوزيف هي مؤسسة ومحررة «موسوعة المرأة والثقافة الإسلامية»، وهي موسوعة مكونة من ستة أجزاء متعددة التخصصات تحكي تجربة المسلمات حول العالم وكذلك غير المسلمات في المجتمعات الإسلامية. وقد نشرت النسخة المطبوعة بين 2003 و 2007، وتضم 1,246 مقال مكتوبة بواسطة أكثر من ألف عالم حول العالم تغطي 410 موضوعاً. وهي متوفرة كقاعدة بيانات رقمية على الإنترنت، فضلاً عن إضافات سنوية عبارة عن 50 أو 60 مقالة كل عام.
وهي الموسوعة الوحيدة التي تجمع بين البحوث حول المرأة والثقافة الإسلامية، في جميع العلوم الإنسانية والتخصصات الاجتماعية وتغطي جميع الموضوعات التي يحتاجها الدارس، وتعمل على تغطية كافة جوانب حياة النساء في المجتمعات التي لعب فيها الإسلام دوراً كبيراً (كالفن والموسيقى والأدب واللغات والسينما والرقص والفولكلور والفكر والممارسات الدينية والأنظمة الأسرية والتعليم والسياسة والاقتصاد، والعلوم، والصحة، والبيئة، وغيرها). وتتحدى تشويه صورة النساء في المجتمعات الإسلامية والنساء المسلمات حول العالم عن طريق نشر البحوث القائمة على الأدلة الراسخة وجعلها متاحة إلكترونياً.

## قسم الشرق الأوسط بجمعية الأنثروبولوجيا الأمريكية
تعد سعاد مؤسسة مجموعة الشرق الأوسط لأبحاث الأنثروبولوجيا التي أصبحت فيما بعد قسم الشرق الأوسط بجمعية الأنثروبولوجيا الأمريكية، وتضم علماء الأنثروبولوجيا المهتمين بالشعوب والثقافات وتاريخ الشرق الأوسط من تخصصات دقيقة مختلفة كالأنثروبولوجيا الاجتماعية والثقافية والطبية، وعلم الآثار. وتبعاً لموقعها على الإنترنت؛ فإن الجمعية «تساهم في إنشاء وتعزيز أطر التفاهم العام والسياسة التي تستوعب التجربة التاريخية والتنوع الاجتماعي والثقافي لشعوب الشرق الأوسط». يجتمع أعضاء الجمعية سنوياً في مؤتمر جمعية الأنثروبولوجيا الأمريكية.

## جمعية الشرق الأوسط للدراسات النسائية
أسست سعاد جوزيف الجمعية وشاركت في تأسيس مجلة الشرق الأوسط لدراسات المرأة، وهي منظمة للعلماء والأفراد المهتمين بدراسات المرأة والنوع الاجتماعي في الشرق الأوسط وشمال أفريقيا. وتعمل الجمعية على تنظيم ورعاية المؤتمرات وورش العمل والندوات التي تشجع على البحوث والتعاون في هذه المجالات، وهي تابعة لجمعية دراسات الشرق الأوسط في أمريكا الشمالية، وتنشرالمجلة التي تصدر كل ثلاث سنوات من قبل مطبعة جامعة إنديانا.

## برنامج دراسات الشرق الأوسط وجنوب آسيا بجامعة كاليفورنيا
قامت جوزيف بتأسيس البرنامج بجامعة كاليفورنيا (2004-2009) ليلبي حاجة الطلاب المتزايدة إلى دورات لتطوير معرفتهم بهذه المنطقة الحرجة، وقد حصل على منحة كبيرة من وزارة التعليم الأمريكية عام 2006 مما مكن من إضافة دورات جديدة كتعليم اللغة العربية والهندية والأوردو ورعاية المؤتمرات والمحاضرات، وإطلاق ورش عمل لتدريب المعلمين. وفي 2010 كان بها 30 عضو هيئة تدريس منتسب، و20 عضواً ووفرت أكثر من 80 دورة. وفي 2011 حصلت على منحة لبدء الدراسات الإيرانية.

## الجامعة الأميركية في بيروت والجامعة الأمريكية بالقاهرة والجامعة اللبنانية الأمريكية وجامعة كاليفورنيا بديفيس واتحاد جامعة بيرزيت
جوزيف هي وسيطة الجامعة الأميركية في بيروت والجامعة الأمريكية بالقاهرة والجامعة اللبنانية الأمريكية وجامعة كاليفورنيا بديفيس واتحاد جامعة بيرزيت الذي أسسته عام 2011؛ وهو اتحاد يتألف من خمس جامعات ينظم البحوث التعاونية بين العلماء في هذه الجامعات، وتشمل البحوث الخاصة بالمياه، والقانون، والجنس، وعلم الوراثة، والتكنولوجيا الحيوية، والبيئة، ودراسات الشرق الأوسط، والتخصصات الأخرى.

## الأوسمة والجوائز
- 1976-1978 الرئيس المؤسس لمجموعة الشرق الأوسط لأبحاث علم الإنسان.
- 1985-1987 الرئيس المؤسس لجمعية دراسات المرأة في الشرق الأوسط.[28]
- 1994 جائزة الخريج المتميز- جمعية خريجي كورتلاند-جامعة ولاية نيويورك، كورتلاند.
- 2003 جائزة الباحث المتيمز- جامعة ولاية ويتشيتا.
- 2003 جائزة المحاضر المتميز- جامعة أريزونا.
- 2004 جائزة التميز في الخدمة العامة، جامعة كاليفورنيا، ديفيس.[29]
- 2004 مدير دراسات الشرق الأوسط وجنوب آسيا، جامعة كاليفورنيا.[30]
- 2010-2011 رئيس جمعية دراسات الشرق الأوسط في أمريكا الشمالية.
- 2011-2013 رئيس جمعية الدراسات العربية الأمريكية
- 2014 جائزة التميز في التدريس من جامعة كاليفورنيا بديفيس.

## روابط خارجية
- موسوعة المرأة والثقافة الإسلامية
- عن الدكتورة سعاد جوزيف (جريدة الرياض)